# Lars-Åke Franke-Blom
Lars-Åke Harry Franke-Blom, född 4 april 1941 i Norrköping, är en svensk tonsättare och logoped.
Franke-Blom är autodidakt som tonsättare men har tagit kompositionslektioner för Nils Eriksson och Daniel Börtz. Han debuterade som tonsättare 1975 och är verksam i Norrköping där han vid ett flertal tillfällen samarbetat med Norrköpings Symfoniorkester. Hans son Jonas Franke-Blom, född 1969, är också kompositör.

## Verk i urval

### Orkesterverk
- Symfoni nr 2 : Lustarnas trädgård, 1994/1998
- Symfoni nr 3 : Fire on the earth, 1992–93
- Symfoni nr 4 : The pope, 2009
- Musik för mobil, 1975–77
- Längtans väv, symfonisk tondikt, 1983–84
- Endymion, symfonisk tondikt, 1997
- Vinterorgel, symfonisk tondikt, 2004

### Musikdramatik
- HP : fantasi om ett boxaröde : folklig opera i två akter, 1988–90/2004
- En herrgårdssägen, urpremiär Värmlandsoperan 2004

## Diskografi
- Endymion. Endymion, Längtans väv, Symfoni nr 3. Phono Suecia PSCD 54. 2002